# خوان خوسيه أرانغورين
خوان خوسيه أرانغورين Juan José Aranguren (31 أغسطس 1954-) رجل أعمال أرجنتيني، شغل منصب وزير الطاقة في حكومة الرئيس ماوريسيو ماكري.

## حياته وعملهه
ولد في مقاطعة إنتري ريوس، وعمل مهندسا كيميائيا في جامعة بوينس آيرس. انضم إلى شركة شل الأرجنتين في عام 1979، وأصبح مديراً من عام 1997 إلى 2015. عارض إدارة الرئيس كيرشنر، وفاز بالعديد من القضايا ضد الدولة بسبب الأسعار التي تسيطر عليها الدولة.

## وزارة الطافة
عين وزيرا للطاقة من قبل الرئيس ماوريسيو ماكري. هدف أرانغورين لإلغاء دعم الدولة للكهرباء والغاز والمياه، مما تسبب في زيادة هائلة في الضرائب على تلك الخدمات. قوبلت تلك الزيادات باحتجاجات في العديد من المدن. وبررت الحكومة ذلك كخطوة مطلوبة لتقليص العجز المالي الضخم، وأشارات إلى أن نظام الدعم قد خرب نظام توزيع الطاقة بالكامل تقريباً. شرح ماكري هذا في تقرير حالة الدولة، في حضور وزير الطاقة أرانغورين في البرلمان الأرجنتيني. 
ألغت عدة محاكم الزيادة الضريبية. صدقت المحكمة العليا علة وقف مؤقت لزيادة الضرائب ولكن فقط لعملاء المباني السكنية.

## تهم الفساد
على الرغم من استقالته من شركة شل الأرجنتين، إلا أنه ظل يحتفظ بأسهم قيمتها 16.3 مليون دولار. كان هناك جدل حول هذا الموضوع، لأن بعض قراراته أفادت شركة شل، وربما كان هناك تضارب في المصالح. لكنه باع أسهمه على أية حال وفق ما اقترحته إدارة محاربة الفساد.
1. ↑  Juan José Aranguren, ministro de Energía - LA NACION نسخة محفوظة 15 سبتمبر 2017 على موقع واي باك مشين.
2. ↑  Protestan contra el tarifazo a metros de la audiencia pública por el gas - LA NACION نسخة محفوظة 10 نوفمبر 2017 على موقع واي باك مشين.
3. ↑  Cacerolazos en distintos puntos del país contra el tarifazo | Perfil نسخة محفوظة 26 مارس 2018 على موقع واي باك مشين.
4. ↑  El Gobierno presentó un informe global con datos alarmantes sobre la herencia del kirchnerismo - LA NACION نسخة محفوظة 17 يوليو 2017 على موقع واي باك مشين.
5. ↑  Tarifas: en el Congreso, Aranguren defendió la suba sin necesidad de audiencias - Clarín نسخة محفوظة 27 أكتوبر 2016 على موقع واي باك مشين.
6. ↑  Aranguren vendió sus acciones en Shell para cerrar la polémica - LA NACION نسخة محفوظة 24 يوليو 2018 على موقع واي باك مشين.